# Vlaamse Levenstechnische Kring
De Vlaamse Levenstechnische Kring is de studentenvereniging van de Gentse studenten bio-ingenieur.
De Leuvense studentenkring van de bio-ingenieurs is de Landbouwkring (LBK).

## Geschiedenis
De vereniging werd opgericht op 26 november 1921 door Jozef Adriaenssens onder de naam Vlaamse Landbouwhogeschool Kring. In 1945 verscheen de eerste editie van het kringblad "Groei". In 1952 werd de naam gewijzigd naar Vlaamse Landbouwkundige Kring. In 2008 werd de naam opnieuw gewijzigd naar Vlaamse Levenstechnische Kring.

## Omschrijving
Met een 900-tal leden en 200-tal ereleden is het een van de grootste studentenverenigingen in Gent. Hun vaste stek, de Faculteit Bio-ingenieurswetenschappen (ook wel het Boerekot genoemd) ligt aan de Coupure in Gent.

## Activiteiten
Het doel van deze studentenvereniging is het bijstaan van de studenten bij hun 5-jarige opleiding. Dit gebeurt op verschillende vlakken, op het gebied van studies met een uitgebreide cursusdienst, sportief met een heel scala aan sportactiviteiten en op ontspannend vlak met een aantal cantussen, fuiven en streekbieravonden en een wekelijkse kringavond.

## Actie Bloedserieus
Paradepaardjes zijn onder meer de semestriële organisatie van de Bloedserieus-actie, waarbij zo'n 2000 studenten bloed geven in het UFO in Gent, en de opening van het galabalseizoen met het eerste galabal.
Tot 2007 organiseerde de vereniging ook een rockevenement (I-Rock), waar grote namen als Clouseau, de Kreuners, Daan en Gorki optraden.